# Gelato metropolitano (1977)
Gelato metropolitano è il secondo album di Alberto Camerini, prodotto da Ares Tavolazzi (ex bassista degli Area) e pubblicato nel 1977.
Nel 1990 l’album fu ristampato in versione vinile, cassetta e per la prima volta anche in CD da parte della Sony Music.

## Disco
Il disco è preceduto dal secondo singolo di Alberto Camerini Gelato metropolitano, con il quale parteciperà al Premio Tenco e che nel lato b ha il brano Diavolo in corpo che non apparirà nell'album.
I brani sono di stampo brasiliano, con ampio spazio per strumenti acustici e percussioni, per avvicinare il contenuto del disco alla resa nelle esibizioni dal vivo.
Nel disco è contenuto il brano Bambulè, cantata con Donatella Bardi che viene indicata in copertina come Caramella.

## Tracce
1. Alberto – 3:40
2. La (s)ballata delle amazzoni – 5:22
3. Ali Babà nella jungla – 4:59
4. Canzone della Bahia – 5:00
5. L'arrivo di Mao Tse Tung in Paradiso – 4:07
6. Bambulè – 4:55
7. Nembo Kid & Baby Lavatrice – 5:27
8. Gelato metropolitano – 3:22

## Formazione
- Alberto Camerini: voce, chitarra
- Ares Tavolazzi: basso, trombone, violoncello, chitarra
- Roberto Haliffi: batteria, percussioni
- Sonnie Taylor: pianoforte
- Lucio Fabbri: violino, sintetizzatore
- Alfonso La Base: basso
- Donatella Bardi: voce
- Manuela Fornari: pianoforte
- Sergio Dras: chitarra acustica
- Rui Motta: percussioni
- Luciano Alves: minimoog